# Anđeoski most
Anđeoski most (tal. Ponte Sant'Angelo), u antici Elijev most (lat. Pons Aelius), je most preko rijeke Tiber u Rimu. Dao ga je izgraditi rimski car Hadrijan 134. godine s funkcijom spajanja središta grada i novoizgrađenog carevog mauzoleja, danas Anđeoske tvrđave. Obložen je i ukrašen sedrenim pločama (travertin) i premošćuje Tiber s pet lukova. Most je sada isključivo pješački, povezuje gradsku četvrt Ponte (koja je dobila ime po samom mostu) i četvrt Borgo, kojoj most administrativno pripada. Iz njega se pruža dojmljiv pogled na Anđeosku tvrđavu.

## Povijest
Most je u antici bio izgrađen od magmatske stijene peperina i obložen sadrenim pločama. Bio je to most s tri luka do kojih se dolazilo putem rampe s obale. Rampe su bile podbočene trima manjim arkadama na lijevoj obali prema gradskom središtu i dvjema na desnoj obali prema Hadrijanovom mauzoleju, no uništene su 1893. tijekom izgradnje obalnih bedema i zamijenjene modernim arkadama. Cestovni plašt je u središtu bio namijenjen kolnom prometu, a bočno su izgrađeni visoki pločnici s kamenim ogradama na obrubu.
U srpnju 472. godine most su iskoristile gotske postrojbe magistra militum Ricimera u napadu na istočni dio grada koji je branio rimski car Antemije. U srednjem vijeku most je bio dio puta kojime su se hodočasnici kretali prema bazilici svetog Petra i bio je poznat i kao "Most svetog Petra" (lat.: pons Sancti Petri). U doba pontifikata pape Grgura Velikog u 6. stoljeću most mijenja ime u "Anđeoski most" (tal.: Ponte Sant'Angelo) po Anđeoskoj tvrđavi (izvorno Hadrijanovom mauzoleju). Tijekom jubileja 1450. godine urušile su se bočne kamene ograde pod pritiskom mnoštva hodočasnika i mnogi od njih pali su u rijeku Tiber. Ova je tragedija odnijela živote ukupno 172 osobe. Nakon tog događaja srušene su kuće na početku mosta kako bi se osigurao prostor za nesmetani prolaz hodočasnika. Izgrađene su i dvije male kružne kapelice, ali su srušene 1527. tijekom radova na fortifikacijama. Na trgu ispred lijeve obale Tibera nalazila se Piazza di Ponte (hrv. Mostov trg), na kojoj se nekada nalazila palača koju je dao sagraditi Bindo Altoviti. Ondje su se dugi niz godina izvršavale smrtne kazne i izlagala tijela osuđenika na mostu kao opomena za stanovništvo.
Godine 1535. papa Klement VII. postavio je  na početak mosta kipove svetog Petra i svetog Pavla, a kasnije su dodani kipovi četiriju evanđelista, te patrijarha Adama, Noe, Abrahama i Mojsija. Godine 1669. papa Klement IX. dao je izraditi novu ogradu po Berninijevom nacrtu iznad koje je postavljeno deset kipova anđela koji nose simbole Isusove muke. Kipove anđela su izradili Berninijjevi učenici pod njegovim ravnanjem. Od prethodnih kipova ostale su samo one koje prikazuju Petra i Pavla.

## Anđeli na mostu
| Slika | Ime kipara | Natpis                                 |
| ----- | --- | -------------------------------------- |
|       | Anđeo sa stupom – Antonio Raggi                                                                                                | Tronus meus in columna                 |
|       | Anđeo s bičem – Lazzaro Morelli                                                                                                | In flagella paratus sum                |
|       | Anđeo s krunom od trnja – Gian Lorenzo Bernini i sin Paolo (original u Sant'Andrea delle Fratte, kopiju izradio Paolo Naldini) | In aerumna mea dum configitur spina    |
|       | Anđeo sa sudarijem (Veronikin veo) – Cosimo Fancelli                                                                           | Respice faciem Christi tui             |
|       | Anđeo s togom i kockom – Paolo Naldini                                                                                         | Super vestimentum meum miserunt sortem |
|       | Anđeo s čavlima – Girolamo Lucenti                                                                                             | Aspicient ad me quem confixerunt       |
|       | Anđeo s križem – Ercole Ferrata                                                                                                | Cuius principatus super humerum eius   |
|       | Anđeo s natpisom INRI – Gian Lorenzo Bernini i sin Paolo (original u Sant'Andrea delle Fratte, kopiju izradio Giulio Cartari)  | Regnavit a ligno deus.                 |
|       | Anđeo sa spužvom – Antonio Giorgetti                                                                                           | Potaverunt me aceto.                   |
|       | Anđeo s kopljem – Domenico Guidi                                                                                               | Vulnerasti cor meum.                   |

## Galerija
- Pogled na most s Anđeoske tvrđave
- Anđeoski most 1975.
- Anđeoski most prema rimskoj četvrti Ponte
- Anđeoski most noću
- Anđeoski most
- Kip na Anđeoskom mostu
- Anđeoski most s Tibera